# Viophonograph
Der Viophonograph ist ein Musikinstrument, das um 1975 von der amerikanischen Performance-Künstlerin Laurie Anderson entwickelt wurde.
Es handelt sich dabei um eine Violine, auf deren Korpus eine 7″-Schallplatte montiert ist. Mit einem Violinbogen wird über diese Schallplatte gestrichen, und der Ton wird über einen elektrischen Verstärker hörbar gemacht.